# Saubens
Saubens – miejscowość i gmina we Francji, w regionie Oksytania, w departamencie Górna Garonna.
Według danych na rok 1990 gminę zamieszkiwało 1010 osób, a gęstość zaludnienia wynosiła 169 osób/km² (wśród 3020 gmin regionu Midi-Pireneje Saubens plasuje się na 336. miejscu pod względem liczby ludności, natomiast pod względem powierzchni na miejscu 1411.).